# Theater Poetenpack
Das Theater Poetenpack ist ein freies professionelles Theater in Potsdam, welches mit freischaffenden Künstlern zusammenarbeitet. Es wurde 1998 von Andreas Hueck gegründet, der bis heute als Künstlerischer Leiter, Regisseur und Schauspieler beteiligt ist. Seit 2006 ist es als Tourneetheater etabliert und gastiert mit seinen Stücken deutschlandweit.

## Spielstätten

### Brandenburger Theater
Das Brandenburger Theater gibt es in Brandenburg seit über 200 Jahren. Gespielt wird auf drei Bühnen, dem Großen Haus, der Puppenbühne und der Studiobühne. In Kooperation mit dem Brandenburger Theater entwickelt und führt das Theater Poetenpack gemeinsame Stücke auf. Zuletzt wurden in der Zusammenarbeit mit dem Poetenpack Goethes Drama Faust und von Rébecca Déraspe „Bärenfalle“ inszeniert.

### Zimmerbühne
Seit Herbst 2020 ist die Zimmerbühne fester Proben- und Spielort des Theater Poetenpack. In der Spielzeit 2021 stehen unter dem Motto „Über die Verfinsterung der Geschichte oder Wohin hoffen wir?“ eine Vielzahl kleinerer Theaterereignisse auf dem Programm. Der geräumige Saal wurde zu Beginn des letzten Jahrhunderts als Kapelle der „Selbständigen Lutherischen Dreieinigkeitsgemeinde“ erbaut. Die Zimmerbühne kann beispielsweise für Feiern vermietet werden.

### Q-Hof
Der Q-Hof ist ein Ort für Open-Air-Vorstellung, auf dem seit vielen Jahren eigene Produktionen aufgeführt werden. Unter dem Motto Theatersommer werden viele Kinder- und Jugendstücke aufgeführt, in der Spielzeit 2021/22 zum Beispiel von Ulrich Hub An der Arche um acht.

### Heckentheater Sancoussi

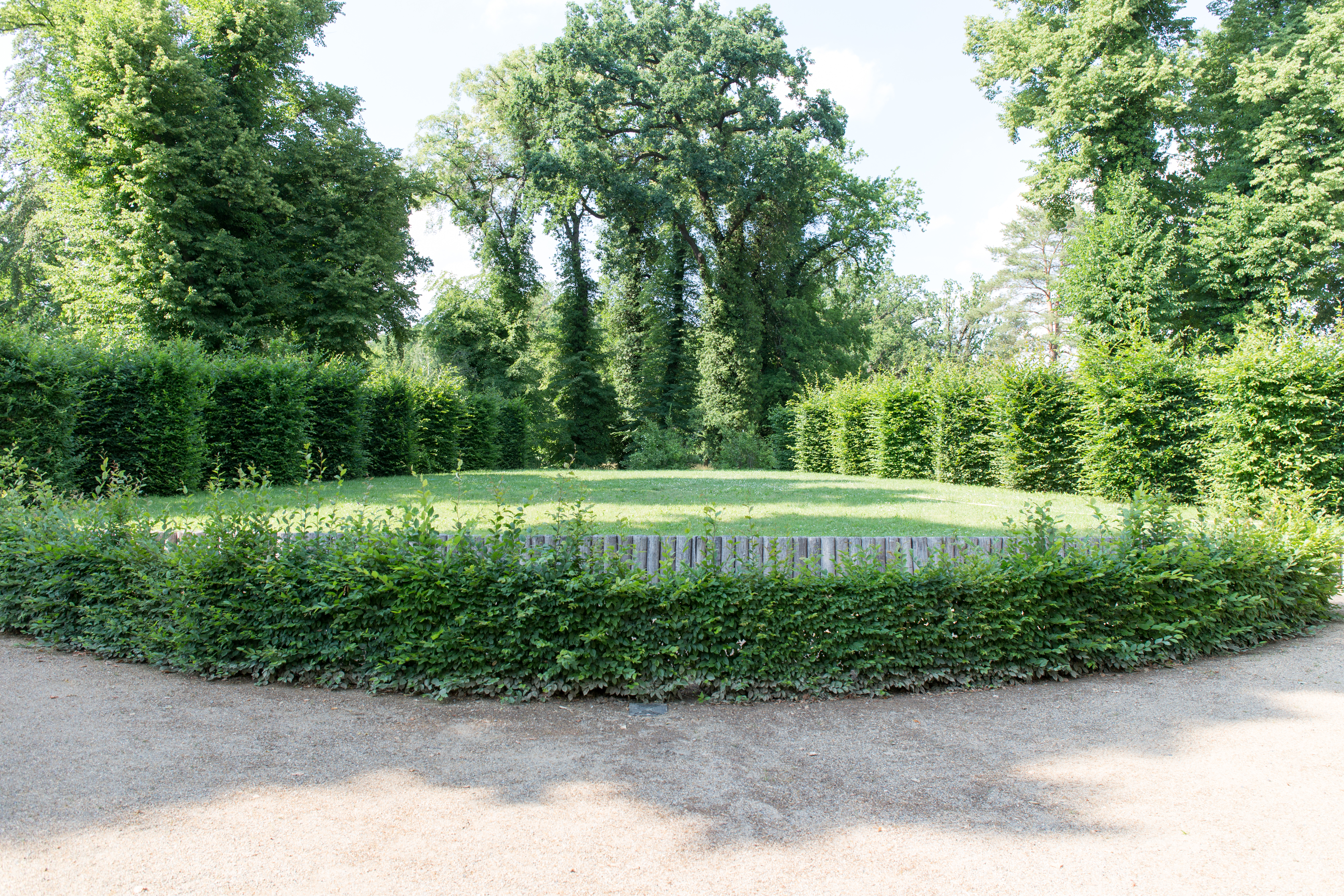
Heckentheater am Neuen Palais

Im Park Sanssouci nördlich des Neuen Palais liegt das Heckentheater, welches mehr als 150 Jahre „verborgen“ war. Als Friedrich II. nach dem Siebenjährigen Krieg das Neue Palais erbauen ließ, wurden die umgebenden Gartenpartien neu gestaltet. Auch ein Heckentheater entstand für die Lustbarkeiten des Monarchen und seiner Gäste. Der Hofgärtner Heinrich Christian Eckstein wurde mit der Gestaltung beauftragt. Man kann es als ein symmetrisches Pendant zum südlichen Gartensalon mit den eisernen Laubengängen und der Rosenbepflanzung ansehen.
Dank der Freunde der Preußischen Schlösser und Gärten e. V. konnte das Heckentheater wiederhergestellt werden. Noch heute sind Gehölze aus der Entstehungszeit vorhanden. Seit dem Jahr 2012 steht es wieder für Veranstaltungen zur Verfügung. Das Theater ist für Konzerte, Theater, Lesungen und Stehempfänge geeignet. Das Theater Poetenpack gehört hier zur festen Truppe und führt Sommertheater-Produktionen wie Molières Der eingebildete Kranke oder die Komödie von Woody Allen „Eine Mittsommernachts Sex-Komödie“ auf.

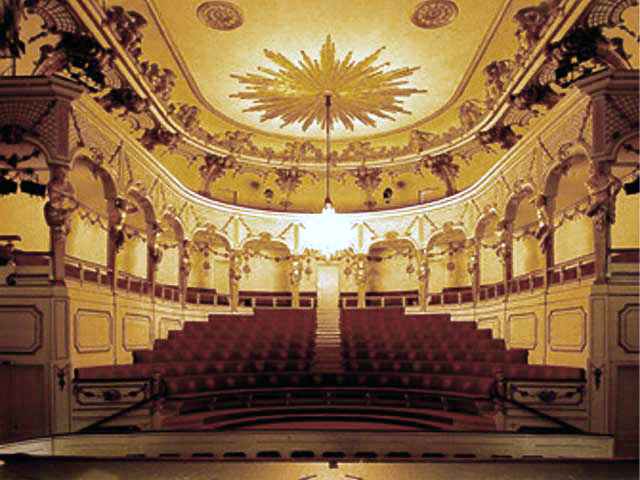
Schlosstheater im Neuen Palais, 2004

### Schlosstheater im Neuen Palais
Das Schlosstheater befindet sich direkt im Neuen Palais in der Straße Am Neuen Palais 1 am Westrand des Parks von Sanssouci. Nach siebenjähriger Schließung und Sanierung wird das historische Theater ab dem 21. Juni 2020 wieder bespielt. Das Theater Poetenpack gehört zu den ersten Veranstaltungen, die dort stattfinden durften. Eröffnet hat die Truppe mit Johann Wolfgang von Goethes Drama Faust.

### Garten der Möllenvogtei
Im Garten der Möllenvogtei in Magdeburg führt das Theater Poetenpack regelmäßig in den Sommermonaten Theaterstücke open air auf. In der Spielzeit 2021/22 wird die Komödie nach Carlo Goldoni „Ab in die Sommerfrische“ aufgeführt.

## Theaterpädagogik
„Theater als Erfahrungsraum“ ist ein neu entwickeltes Projekt, an dem sich Jugendliche aus unterschiedlicher Kulturen, Schüler und Lehrer, sowie Senioren aktiv beteiligen und erste Erfahrungen mit der Schauspielerei sammeln können.
Die Bürgerbühne ist ein weiteres Projekt der Truppe. Unter dem Namen „all inclusive“ wird ein inklusives Theaterprojekt durchgeführt, in dem Menschen mit und ohne Behinderung gemeinsam Produktionen für die Bühne erarbeiten. Leiter des Projekts ist Kai O. Schubert, Regisseur und künstlerischer Projektleiter, unterstützt von Annegret Hueck, der musikalischen Leiterin.